# Красная линия (телесериал)
«Красная линия» (англ. The Red Line) — американский драматический телесериал, проект телеканала CBS. транслировавшийся на канале CBS с 28 апреля 2019 года по 19 мая 2019 года.
7 июня 2019 года канал CBS закрыл телесериал после одного сезона.

## Сюжет
Сюжет расскажет о событиях, произошедших после того, как в Чикаго белый полицейский по случайности убил врача-афроамериканца. Это история о трёх семьях, имеющих отношение к случившейся трагедии, рассказанная от лица каждой из них.

## В ролях

### Основной состав
- Ноа Уайли - Дэниел Колдер
- Ноэль Фишер - Пол Эванс
- Алайя Ройял - Джира Колдер-Бреннан
- Эмаяци Коринеальди - Тиа Янг
- Майкл Патрик Торнтон - Джим Эванс
- Винни Чхиббер - Лиам Бхатт
- Элизабет Лайдлоу - Виктория "Вик" Ренна
- Говард Чарльз - Итан Янг

## Обзор сезонов
| Сезон | Сезон | Эпизоды | Дата показа    | Дата показа | Рейтинг Нильсона | Рейтинг Нильсона       |
| Сезон | Сезон | Эпизоды | Премьера       | Финал       | Ранк             | Зрители США (миллионы) |
| ----- | ----- | ------- | -------------- | ----------- | ---------------- | ---------------------- |
|       | 1     | 8       | 28 апреля 2019 | 19 мая 2019 | 104              | 4,35                   |

## Список эпизодов

### Сезон 1 (2019)
| № общий | № в сезоне | Название                                                            | Режиссёр        | Автор сценария               | Дата премьеры  | Произв. код | Зрители в США (млн) |
| ------- | ---------- | ------------------------------------------------------------------- | --------------- | ---------------------------- | -------------- | ----------- | ------------------- |
| 1       | 1          | «Мы все должны заботиться» «We Must All Care»                       | Виктория Махони | Эрика Уайсс & Кэйтлин Пэрриш | 28 апреля 2019 | 101         | 4.80                |
| 2       | 2          | «Мы - урожай друг друга» «We Are Each Other's Harvest»              | Неизвестно      | Неизвестно                   | 28 апреля 2019 | 102         | 4.80                |
| 3       | 3          | «Ибо мы встречаемся тем или иным» «For We Meet by One or the Other» | Неизвестно      | Неизвестно                   | 5 мая 2019     | 103         | 3.88                |
| 4       | 4          | «We Need Glory for a While»                                         | Неизвестно      | Неизвестно                   | 5 мая 2019     | 104         | 3.88                |
| 5       | 5          | «One Day We May Be More Than a Body»                                | Неизвестно      | Неизвестно                   | 12 мая 2019    | 105         | 3.47                |
| 6       | 6          | «We Turn Up This Music Louder Than a Mother's Cry»                  | Неизвестно      | Неизвестно                   | 12 мая 2019    | 106         | 3.47                |
| 7       | 7          | «I Must Tell You What We Have Inherited»                            | Неизвестно      | Неизвестно                   | 19 мая 2019    | 107         | 3.23                |
| 8       | 8          | «This Victory Alone Is Not the Change We Seek»                      | Неизвестно      | Неизвестно                   | 19 мая 2019    | 108         | 3.23                |